# Borísov (Krasnodar)
Borísov (del ruso: Борисов) es un jútor del raión de Gulkévichi del krai de Krasnodar, en el sur de Rusia. Está situado en la desembocadura del río Zelenchuk Pervi en el río Zelenchuk Vtorói, 28 km al suroeste de Gulkévichi y 115 km al este de Krasnodar, la capital del krai. Tenía 102 habitantes en 2010.
Pertenece al municipio Skobelevskoye.